# Kanallotse

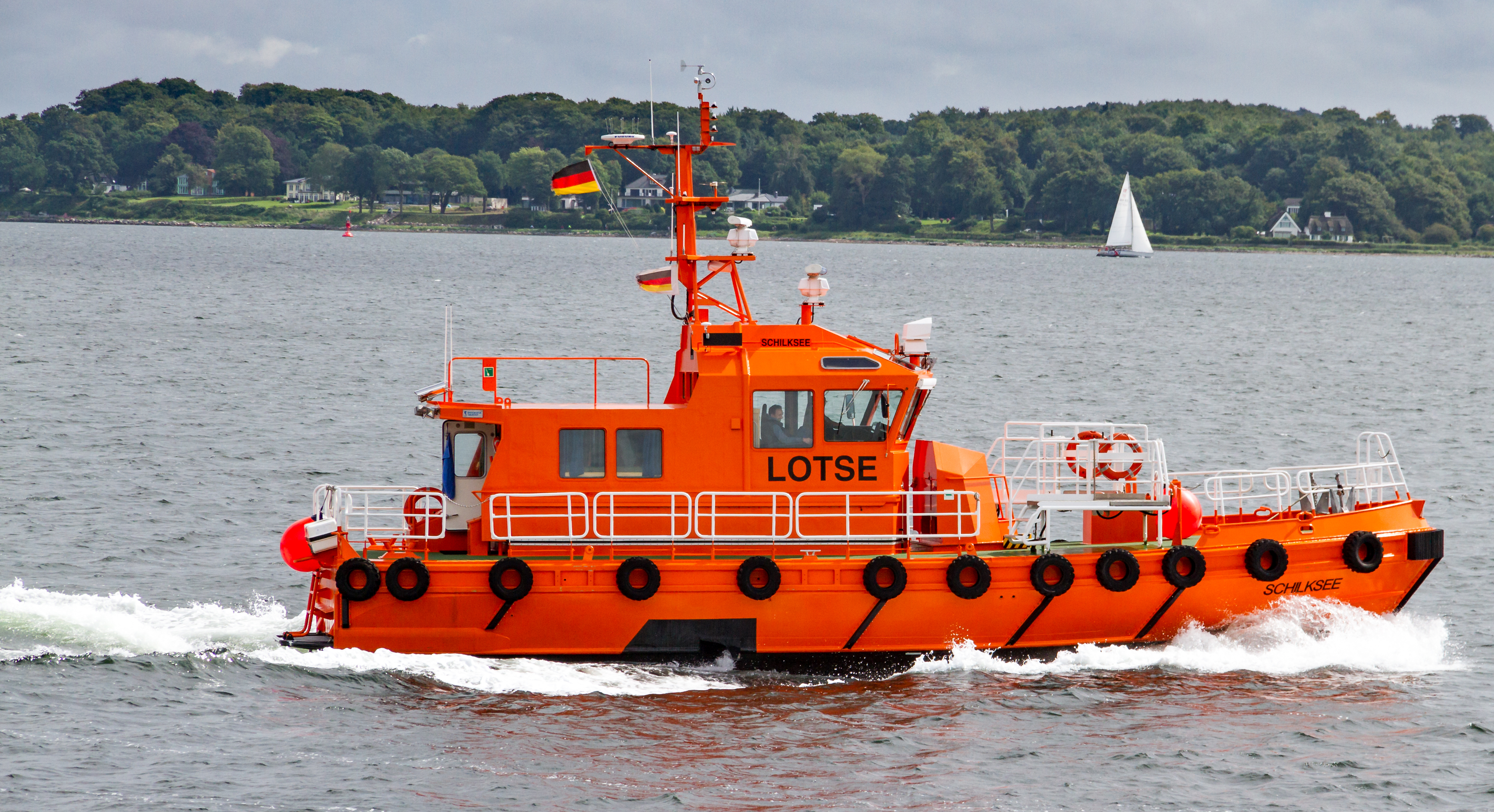
Lotsenboot vor Holtenau

Kanallotse ist die umgangssprachliche Bezeichnung für die deutschen Seelotsen, die am Nord-Ostsee-Kanal tätig sind. Die etwa 300 „Kanallotsen“ sind in zwei Lotsenbrüderschaften organisiert, von denen eine, die Lotsenbrüderschaft Nord-Ostsee-Kanal I (NOK I) mit 136 Lotsen (2020), in Brunsbüttel und die andere, die Lotsenbrüderschaft Nord-Ostsee-Kanal II, Kiel, Lübeck, Flensburg, in Kiel-Holtenau stationiert ist (NOKII). Beide unterstehen der Außenstelle Nord der Generaldirektion Wasserstraßen und Schifffahrt in Kiel. Sie gehören zu den sieben Lotsenbrüderschaften, die durch Bundesgesetz und Allgemeine Lotsverordnung geregelt werden. Darüber hinaus bestehen die zwei Hafenlotsenbrüderschaften Hamburg und Bremerhaven, die durch Landesgesetz der Bundesländer Hamburg und Bremen geregelt werden.

## Lotsen auf dem Nord-Ostsee-Kanal
Mit über 32.000 Schiffen, die jährlich die Schleusen von Brunsbüttel und Kiel-Holtenau passieren, ist der Nord-Ostsee-Kanal der meistbefahrene Kanal der Welt. Schiffe über einer gewissen Größe sind dazu verpflichtet, auf dieser Schifffahrtsstraße einen Lotsen an Bord zu nehmen.

### Kanallotsen
Bis zum Jahr 1922 wurde das Lotsenwesen auf dem „Kaiser-Wilhelm Kanal“, wie die Wasserstraße damals hieß, staatlich organisiert und die Lotsen waren verbeamtet. Heutzutage sind die Kanallotsen freiberuflich tätig und organisieren sich genossenschaftlich in sogenannten Lotsenbrüderschaften. Voraussetzung für den Beitritt in eine Lotsenbrüderschaft ist grundsätzlich eine jahrelange Berufserfahrung als Seeoffizier. Bewerber müssen zudem ein Kapitänspatent und mind. 2 Jahre Seefahrtzeit in verantwortlicher Position nach Erwerb des Kapitänspatents vorweisen oder über einen gleichwertigen Abschluss aus einem der EU-Mitgliedsstaaten verfügen. In der Brüderschaft NOK I besteht zudem seit 2008 die Möglichkeit, diese 2 Jahre Erfahrungszeit durch eine um 6 Monate verlängerte Lotsausbildung (Manöverausbildung) zu ersetzen. Der Ausbildungslehrgang zum Seelotsenanwärter wird bei der jeweiligen Lotsenbrüderschaft absolviert.
Die Seelotsenausbildung befindet sich zurzeit (2020) mit dem Seelotsgesetz in der Novellierung. Geplant ist eine dreistufige (zweijährige) Ausbildung nach Erwerb des Offizierspatents (OOW) in Verbindung mit einem Studienabschluss (BSc). Bisherige Zugangsvoraussetzungen sollen erhalten bleiben und den direkten Zugang zur zweiten oder dritten Ausbildungsstufe ermöglichen. Mit der Bestallung zum Seelotsen soll dann ein Master-Abschluss erworben werden.
Das Bruttoeinkommen ist abhängig von der Anzahl der Lotseneinsatze. Es lag im Jahr 2009 durchschnittlich bei 8.500 € monatlichen brutto bei einer Wochenarbeitszeit von 60 bis 70 Stunden. Das Seelotsgesetz schreibt vor, dass "Kanallotsen" mit 65 Jahren in den Ruhestand gehen. Derzeit treten etwa 10 % der Lotsen des Nord-Ostsee-Kanals jährlich in den Ruhestand ein.

### Kanalsteurer
Neben den Kanallotsen, die an Bord gegenüber dem Kapitän eine beratende Funktion erfüllen, nehmen die Schiffe in Brunsbüttel und Holtenau auch Kanalsteurer an Bord, die bei der Passage des Nord-Ostsee-Kanals auf dem Schiff das Ruder übernehmen. Die Pflicht zur Annahme von Kanalsteurern ist von der Schiffsgröße abhängig. Die Kanalsteuerer können, genau wie die Kanallotsen, bei der Lotsenversatzstelle in der Mitte der Strecke wechseln (1 Steurer) oder die gesamte Kanalstrecke an Bord verbleiben (2 Steurer).

### Lotsenversatzstelle

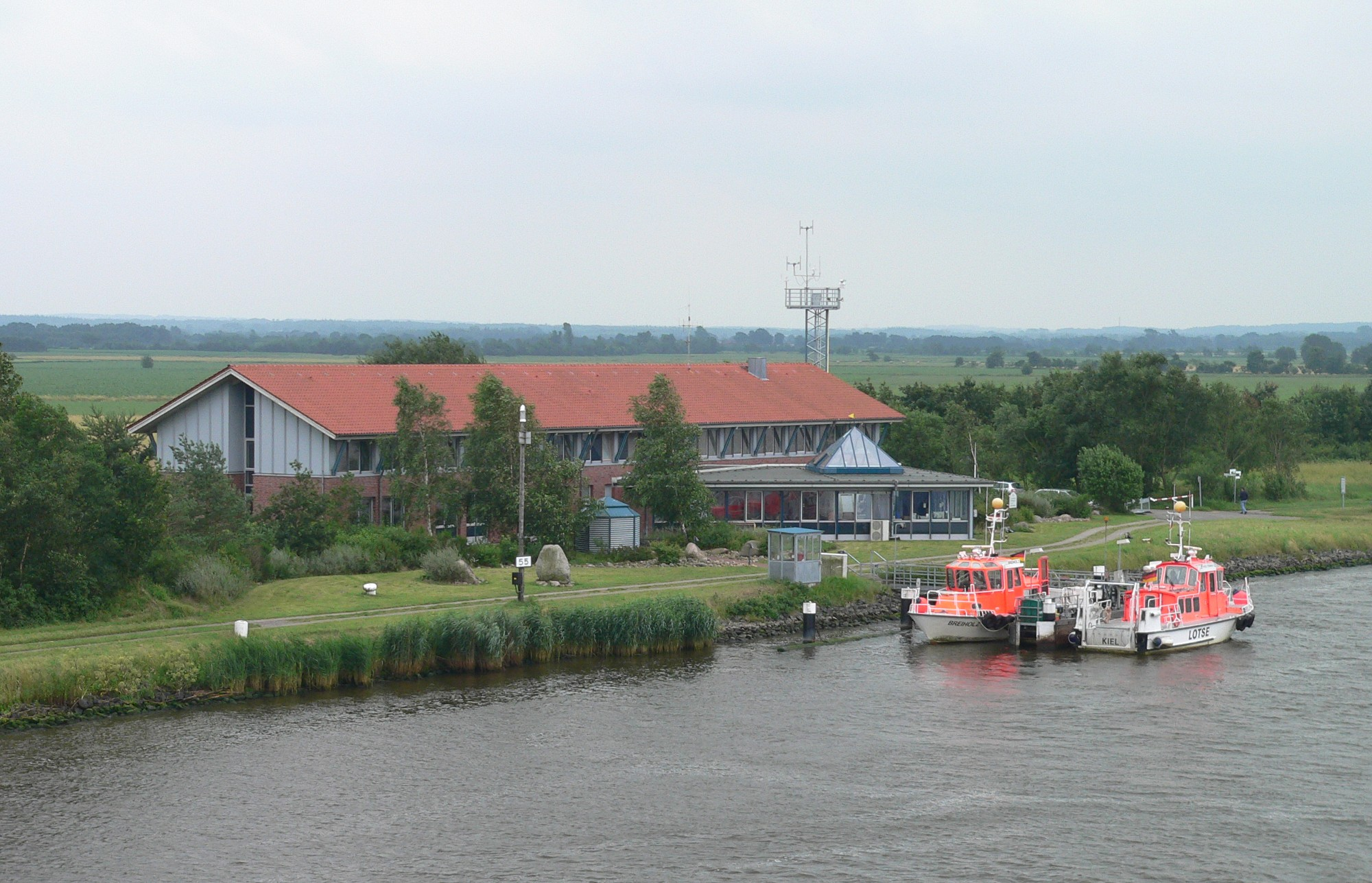
Lotsenstation Rüsterbergen

Auf der Hälfte der Strecke, bei Kanalkilometer 55, befindet sich die Lotsenversatzstelle, die gemeinsame Station der Kanallotsen der Kieler und der Brunsbütteler Brüderschaft. Die Einrichtung besteht aus einer Wartehalle, einem Gemeinschaftsraum, einer Leitstelle mit Funk und Radar und einem Anleger. Hier wechseln sich die Lotsen auf den passierenden Schiffen in einem fliegenden Wechsel während der Fahrt ab. Ein Lotsenboot fährt hierfür an das fahrende Schiff heran und übergibt einen neuen Lotsen, der über eine Strickleiter, eine sogenannte Lotsenleiter, an Bord geht. Anschließend geht der bisherige Lotse von Bord und wird mit dem Lotsenboot an Land gebracht.
Früher befand sich die Lotsenversatzstation in Nübbel. Heute ist sie auf der anderen Kanalseite in Rüsterbergen angesiedelt. Im Garten der Lotsenversetzstelle, zwischen dem Gebäude und dem Kanal ist ein Gedenkstein errichtet, der an die im Zweiten Weltkrieg gefallenen Kanallotsen erinnert.

## Lotsenbrüderschaften

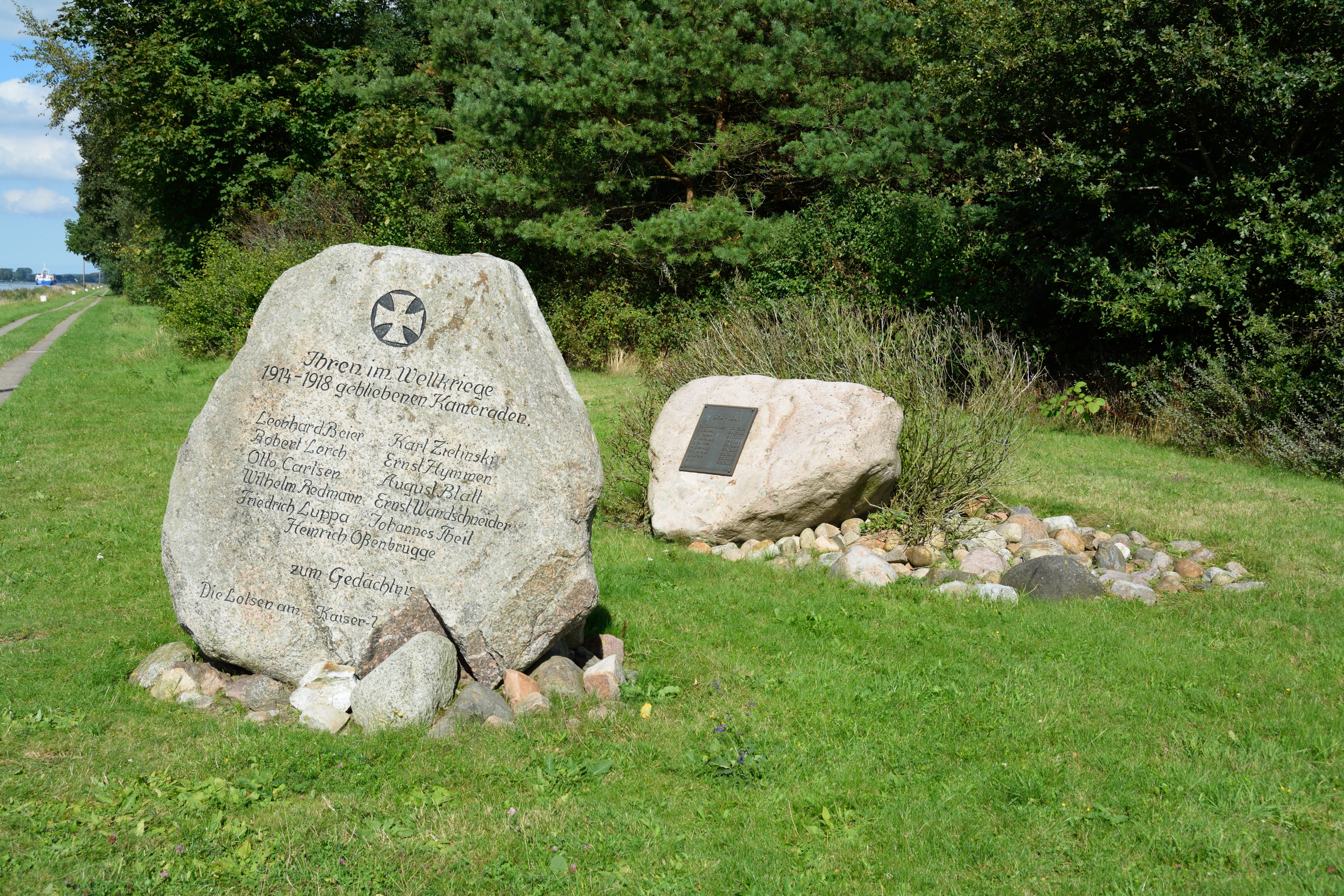
Gedenksteine bei der Lotsenversatzstelle Rüsterbergen

Die Allgemeine Lotsverordnung (ALV) definiert sieben Seelotsreviere auf den Wasserstraßen und Seegebieten der Bundesrepublik Deutschland. Hiervon liegen zwei auf dem Nord-Ostsee-Kanal. Das Seelotsrevier Nord-Ostsee-Kanal 1 (NOK 1) reicht von Brunsbüttel bis zum Kanalkilometer 55. Das Seelotsrevier NOK 2 reicht von hier aus bis zur Kieler Förde. In den beiden Lotsbrüderschaften, die die beiden Reviere abdecken, sind insgesamt 300 Kanallotsen organisiert. Jeder der beiden Brüderschaften steht ein Ältermann vor, der von der jeweiligen Brüderschaft gewählt wird. Die Ältermänner vertreten ihre jeweilige Brüderschaft in der Bundeslotsenkammer.
Die Lotsen der Brüderschaft Lotsenbrüderschaft Nord-Ostsee-Kanal I sind in Brunsbüttel stationiert. Seitdem die staatliche Organisation des Lotsenwesens im Jahr 1922 entfallen ist, sind die Kanallotsen als selbständige Freiberufler genossenschaftlich organisiert. Dies gilt gleichermaßen für soziale wie auch gesundheitliche Belange. Vorbild hierfür war die Selbstorganisation der Lotsenbrüderschaft Elbe. Die Kanallotsen der Lotsenbrüderschaft Nord-Ostsee-Kanal I übernehmen die Schiffe bei Einfahrt in den Nord-Ostsee-Kanal von den Elblotsen, die für die Anfahrt aus der Deutschen Bucht oder über die Elbe aus Richtung Hamburg zuständig sind.
Die Lotsenbrüderschaft Nord-Ostsee-Kanal II, Kiel, Lübeck, Flensburg befindet sich in Kiel-Holtenau. Ihr Einsatzgebiet umfasst zusätzlich zum östlichen Abschnitt des Nord-Ostsee-Kanals noch die Lotsbezirke in der Kieler Förde, auf der Trave und in der Flensburger Förde, wo diese Lotsenbrüderschaft zusätzlich für mehr als 15.000 weitere Schiffspassagen zuständig ist. In der Lotsenbrüderschaft Nord-Ostsee-Kanal II, Kiel, Lübeck, Flensburg sind etwa 180 Kanallotsen als Mitglieder organisiert, sie ist somit nach den Elblotsen die zweitstärkste deutsche Lotsenbrüderschaft. Im Jahr 1922 war sie die erste Lotsenbrüderschaft, die ein Kapitänspatent als Vorbedingung für eine Mitgliedschaft forderte.

## Lotsenchöre
Die Mitglieder beider Lotsenbrüderschaften gründeten im Laufe weniger Jahre unabhängig voneinander zwei Lotsenchöre. Der Chor der Brunsbüttler Lotsen benannte sich nach einem nautischen Signalgerät, der Takelure. Die Lotsen des NOK 2 gründeten in Kiel-Holtenau einen Chor, der sich nach einem Fisch benannte, der seltsame Geräusche macht, wenn er an Land gezogen wird: Knurrhahn.

### Lotsenchor „Takelure“
Der Lotsenchor der Brunsbüttler Lotsen wurde im Februar 1919 gegründet, als der Schiffsverkehr auf dem damaligen Kaiser-Wilhelm-Kanal wegen Vereisung und Eistreiben stark eingeschränkt war. Im damaligen Stützpunkt der Lotsen, dem Hotel „Zur Kanalmündung“, wurde „Takelure“ am 18. Februar 1919 zunächst als Quartett gegründet. Der „Gesangverein der Lotsenbrüderschaft NOK I zu Brunsbüttel-Koog Takelure“, wie der vollständige Name des Chores lautet, interpretierte zunächst Volkslieder und Schlager, bis schließlich in den 60er Jahren auch Shantys in das Repertoire aufgenommen wurden.

### Lotsenchor „Knurrhahn“
Die Lotsenbrüder des NOK 2 gründeten im Jahr 1929, ebenfalls während eines harten Winters, der den Schiffsverkehr einschränkte, in der Wartehalle der Schleuse in Kiel-Holtenau ihren Lotsenchor „Knurrhahn“. Der vollständige Name des Chores lautet „Lotsengesangverein Knurrhahn von 1929 e. V.“. Unter dem Chorleiter Klaus Prigge wurde im Jahr 1932 der „Knurrhahn“, eine kommentierte Sammlung der Lieder des Holtenauer Lotsenchores, herausgegeben. Viele noch heute bekannte Shantys, wie Hamborger Veermaster oder Rolling Home fanden durch diese damals beliebte Sammlung Verbreitung.